# AC Čepo Poruba
AC Čepo Poruba byl futsalový klub ze slezské části Ostravy. Klub byl založen v roce 1995 a zanikl v roce 1999.
Největším úspěchem klubu byla jednoroční účast v nejvyšší soutěži (1996/97).

## Umístění v jednotlivých sezonách
Zdroj: 
Legenda: Z – zápasy, V – výhry, R – remízy, P – porážky, VG – vstřelené góly, OG – obdržené góly, +/- – rozdíl skóre, B – body, červené podbarvení – sestup, zelené podbarvení – postup, fialové podbarvení – reorganizace, změna skupiny či soutěže
| Česko (1995 – 1999) |                             |        |    |    |   |    |     |     |     |    |       |          |
| Sezóny              | Liga                        | Úroveň | Z  | V  | R | P  | VG  | OG  | +/- | B  | P. ZČ | Play-off |
| 1995/96             | 2. celostátní liga          | 2      | 30 | 21 | 4 | 5  | 135 | 80  | +55 | 67 | 1.    |          |
| 1996/97             | 1. celostátní liga          | 1      | 30 | 5  | 2 | 23 | 122 | 199 | -77 | 17 | 15.   |          |
| 1997/98             | Divize – sk. Severní Morava | 3      | 15 | 3  | 1 | 11 | 35  | 62  | -27 | 10 | 14.   |          |
| 1998/99             | Ostravský okresní přebor    | 4      | 15 | 6  | 4 | 5  | 49  | 36  | +13 | 22 | 8.    |          |